# AWeb
AWeb — свободный веб-браузер для компьютеров Amiga. Первоначально разработанный Yvon Rozijn, AWeb входил в состав AmigaOS 3.9, а сегодня является проектом с открытым исходным кодом. Актуальные версии браузера для AmigaOS 4 выпускает независимый разработчик Энди Броад. 
AWeb поддерживает большую часть HTML 4.01, JavaScript 1.5, а также SSL, и некоторые расширения унаследованные из Netscape Navigator. Поддержка каскадных таблиц стилей (CSS) отсутствует. Некоторые независимые разработчики анонсировали разработку браузера на основе исходного кода AWeb и KHTML (аналогично Safari и Konqueror), но на данный момент не существует релизов сочетающих эти две кодовые базы.

## Признание в СМИ
Мне нравится скорость «AWeb». - Программа получила рейтинг 89% и награду «Рекомендация редакторов» в журнале «Amiga Plus» от 96 октября,
Хартмут Шумахер
журнал "Amiga Plus"  
- Журнал Amiga Computing, декабрь 1996, рейтинг 89%.[2]
- Журнал Amiga User International, январь 1997, рейтинг 95%.[2]
- Журнал CU Amiga, ноябрь 1996 г, рейтинг 91%.[3]

## Сноски и примечания
1. ↑  Архивированная копия. Дата обращения: 29 ноября 2017. Архивировано 18 января 2017 года.
2. 1 2 3  AWeb-II Comments. Дата обращения: 29 ноября 2017. Архивировано 4 октября 2016 года.
3. ↑  Bettinson, Mat. Battle of the Browsers, AWeb-II (англ.) // EMAP[англ.] : magazine. — EMAP, 1996. — November (no. 81). — P. 54—56. — ISSN 0963-0090.